# Victoire Ingabire
Victoire Ingabire (Gisenyi, 3 oktober 1968) is een Rwandees politica en voorzitter van de Verenigde Democratische Krachten (UDF), een coalitie van Rwandese oppositiepartijen. Ze woonde zestien jaar in Nederland als politiek vluchteling.
Na haar terugkeer in 2010 werd haar deelname aan de presidentsverkiezingen verboden. Vervolgens werd ze in april van dat jaar onder huisarrest geplaatst en op 4 oktober 2010 gevangengezet. Op dinsdag 30 oktober 2012 werd ze tot acht jaar gevangenisstraf veroordeeld vanwege terroristische samenzwering tegen de staatsveiligheid en het ontkennen van de Rwandese Genocide van 1994. De rechtszaak is door critici beschreven als een politiek nepproces.

## Levensloop

### Achtergrond
Ingabire is van Hutu-komaf, een bevolkingsgroep met een meerderheid van circa 80% in Rwanda, terwijl het land wordt geregeerd door een Tutsi-minderheid. Ten tijde van de Rwandese Genocide van 1994, toen in een tijdsbestek van 100 dagen naar schatting 800.000 mensen werden vermoord, vluchtte ze naar Nederland. Het overgrote deel van de slachtoffers waren Tutsi's. Daarnaast werden ook veel gematigde Hutu's vermoord.
Na de slachting vertrokken veel Hutu-milities naar Congo-Kinshasa, waar rond 18 groeperingen in de jaren erop een conflict gaande hielden dat inmiddels (2012) vijf miljoen slachtoffers tot gevolg heeft gehad. In Rwanda is Paul Kagame sinds 2000 aan de macht, die het land met strakke hand regeert. Rwanda werd daardoor enerzijds een economisch succesverhaal, met minder corruptie, verbeterde vrouwenrechten en een progressief milieubeleid. Anderzijds worden de democratie en de mensenrechten met de voeten getreden. Zo is het in Rwanda verboden verschil tussen Hutu's en Tutsi's uit te spreken en de genocide te ontkennen of te preciseren.
Sinds circa 2010 schorten steeds meer landen de ontwikkelingshulp aan het land op. Waaronder Nederland, dat datzelfde jaar niettemin wel gehoor gaf aan een huiszoekingsverzoek van de Rwandese regering in het huis van Ingabire in Zevenhuizen, waarbij meerdere computers en een aantal dozen met papieren in beslag werden genomen.

### Nederland
Tijdens haar verblijf in Nederland, studeerde Ingabire handelsrecht en bedrijfsadministratie en studeerde ze af in bedrijfseconomie en bestuurskunde. Na haar studie had ze in een internationale accountantsonderneming de leiding over 25 kantoren in Europa, Azië en Afrika.
In 1997 werd ze lid van de vereniging voor Return of Refugees and Democracy in Rwanda (RDR), later bekend onder de naam Republican Rally for Democracy in Rwanda, dat kantoor houdt in Den Haag. In augustus 2000 werd ze uitgeroepen tot voorzitter van de Nederlandse vereniging en werd ze benoemd tot de voorzitter op internationaal niveau.
Terug in april 1995, werd er een RDR opgericht in het vluchtelingenkamp Mugunga in het oosten van Congo-Kinshasa. Deze RDR is een extremistische Hutu-beweging in Congo die de genocide-ideologie in Rwanda als doctrine voert. Onder hen bevinden zich politici, burgemeesters, officieren, wetenschappers, journalisten en priesters.
Aan de BBC antwoordde ze in januari 2010 desgevraagd dat haar RDR een nieuw-opgerichte andere partij zou zijn, die niet eerder had bestaan. In politiek opzicht presenteert ze zich als een oppositieleider.
Volgens Tom Ndahiro, correspondent voor onder meer Radio Nederland Wereldomroep, zouden de ideologieën van de masterminds van de RDR uit Congo haar echter wel degelijk grotendeels hebben gevormd.
In 2004 organiseerde ze in Amsterdam de conferentie Forum on Peace, Security, Democracy and Development in the Great Lakes Region. Het doel ervan was een platform te creëren voor samenwerking onder Rwandese partijen en samen een oppositie te vormen tegen de regerende president Paul Kagame. In 2006 nam ze de eerste stappen voor de vorming van de Verenigde Democratische Krachten (FDU) en werd ze benoemd tot voorzitter van dit platform. Het doel van dit platform is het herstel van de rechtstaat in Rwanda, door het respect voor democratische waarden te onderstrepen die zijn opgetekend in de Universele verklaring van de rechten van de mens en andere internationale instrumenten met betrekking tot goed politiek bestuur en democratie.

### Terugkeer naar Rwanda
Op 17 januari 2010 keerde ze terug op Rwandese bodem, met de bedoeling om de FDU te registreren als officiële politieke partij en zich te kandideren voor de presidentsverkiezingen in augustus van dat jaar.
Haar verklaring, na terugkeer in haar land, dat de genocide van 1994 niet alleen Tutsi's het leven heeft gekost, maar ook veel Hutu's, kwam haar in april 2010 op huisarrest te staan. Dit op grond van een wet die het verbiedt om een verschil tussen beide bevolkingsgroepen te maken, en zo te voorkomen dat etnische spanningen het land opnieuw in de misère storten. Verder wordt ze in verband gebracht met de RDR in Congo, en daarmee met de rebellen die dood en verderf in zowel Rwanda als Congo hebben gezaaid.
Op 4 oktober 2010 volgde haar arrestatie en op 30 oktober 2012 werd ze veroordeeld tot 8 jaar gevangenisstraf vanwege terroristische samenzwering tegen de staatsveiligheid en het ontkennen van de Rwandese Genocide van 1994.
De rechtszaak is door critici beschreven als een politiek nepproces. Haar advocaat noemt de aanklacht "compleet verzonnen".
In 2011 werd ze onderscheiden met de Prijs voor Democratie en Vrede van de Canadese International Women’s Network for Democracy and Peace (RIFDP).
Als vertegenwoordiger van de FDU-Inkingi ontving zij de Internationale Mensenrechtenprijs 2019 van Apdhe, een Spaanse mensenrechtenvereniging. Haar kinderen hebben op 5 december 2019 in haar plaats de prijs in Madrid ontvangen aangezien zij van de Rwandese overheid geen toestemming kreeg het land te verlaten. Bij die gelegenheid was haar commentaar: "Rwanda respecteert verre van de mensenrechten, zoals de vrijheid van meningsuiting en politieke gezindheid. Daarvoor betaalt de oppositie de prijs. Er zijn mensen vermoord, mensen ontvoerd en mensen gevangen gezet voor hun rechten. Niet daar mogen zijn om de prijs in ontvangst te nemen is het bewijs van wat ik zeg." A Rwandan opposition leader was awarded a human rights prize in Madrid, Spain. However, she is prohibited to leave the country by Rwandan authorities.